# Foire Saint-Germain
Ne doit pas être confondu avec Théâtre de la foire.
La Foire Saint-Germain est une foire parisienne qui avait cours chaque année depuis le 3 février 1486 jusqu'à la Révolution française, et qui se tint pour la première fois pendant le XIIe siècle. Installée dans le Faubourg Saint-Germain, elle est lors de sa construction en dehors de l'enceinte de Paris mais sera progressivement intégrée dans le tissu urbain de la capitale.
Outre un rôle commercial important, dû à la présence de plus de 120 espaces de vente, nommés "loges", qui permettaient à de nombreux biens d'être vendus à Paris, la Foire Saint-Germain abrite des spectacles forains dès le XVIIe siècle, qui prennent leur essor au cours du XVIIIe siècle avant de se déplacer sur les théâtres de boulevard.
Les bâtiments de la Foire du XVe siècle, détruits dans un incendie en 1762, sont partiellement reconstruits dans les années 1762-1763. La Foire sera définitivement détruite en 1811 pour faire place au Marché Saint-Germain.

## Histoire

### Fondation auXIIesiècle
La première mention de cette foire date de 1176 ; elle aurait existé jusqu'au XIIIe siècle. Elle se tenait dans les alentours de l'abbaye de Saint-Germain-des-Prés et, au moins dans les premiers temps, au carrefour des actuelles rues de Buci et de Seine.

### De la refondation à l'incendie (1486-1762)
En 1482, le roi Louis XI accorda aux religieux de l'abbaye le droit de tenir une foire franche chaque année ; c'est ainsi que la deuxième foire fut créée. Une halle fut construite en 1512 sous l'impulsion de Guillaume Briçonnet, abbé de Saint-Germain, pouvant accueillir plusieurs centaines de marchands, parmi lesquels se trouvaient notamment des orfèvres, des ébénistes et des marchands d'étoffes. L'apogée de la foire se situe au XVIIe siècle. Elle durait en général trois à cinq semaines, autour de Pâques, et au XVIIIe siècle elle s'ouvrait invariablement le 3 février pour se fermer le dimanche de la Passion. Elle eut cours jusqu'en 1789.

En échange du paiement de la somme de deux écus, les entrepreneurs reçurent des confrères de la Passion le droit de présenter des spectacles. Les premiers comédiens dont nous connaissons les noms sont Jehan Courtin et Nicolas Poteau qui, en 1595, divertissaient à ce point le public parisien que les comédiens de l'hôtel de Bourgogne leur intentèrent un procès, qu'ils perdirent vraisemblablement, car les deux acteurs forains revinrent plusieurs années de suite. En 1618, André Soliel et Isabel Le Gendre connurent un égal succès. Plus tard, joueurs de marionnettes, danseurs de corde et montreurs d'animaux firent les délices de la foire, à tel point qu'en 1643, Scarron dédia au duc d'Orléans un poème sur le sujet.

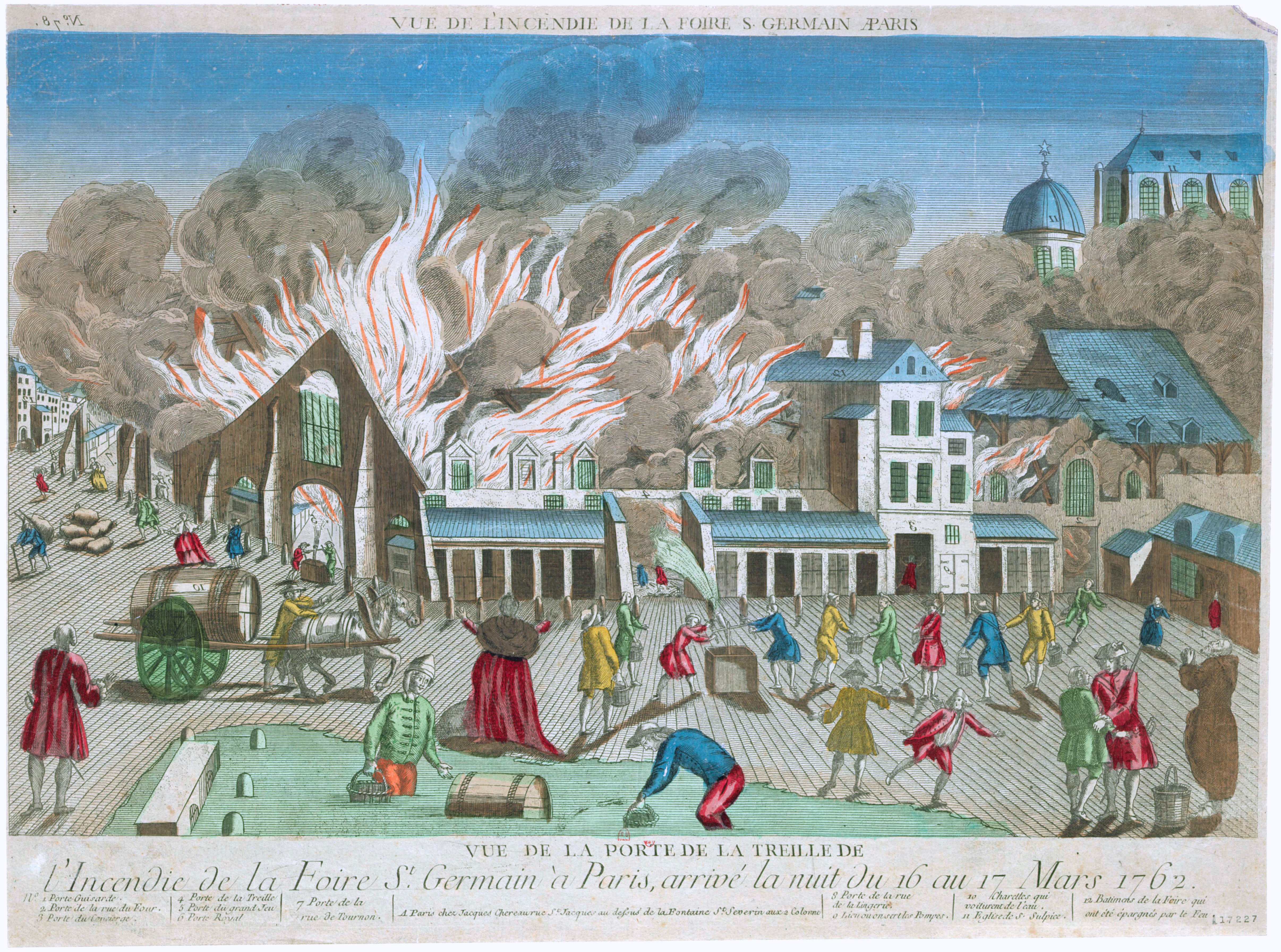
Vue d'optique montrant l'incendie en cours de la Foire Saint-Germain.
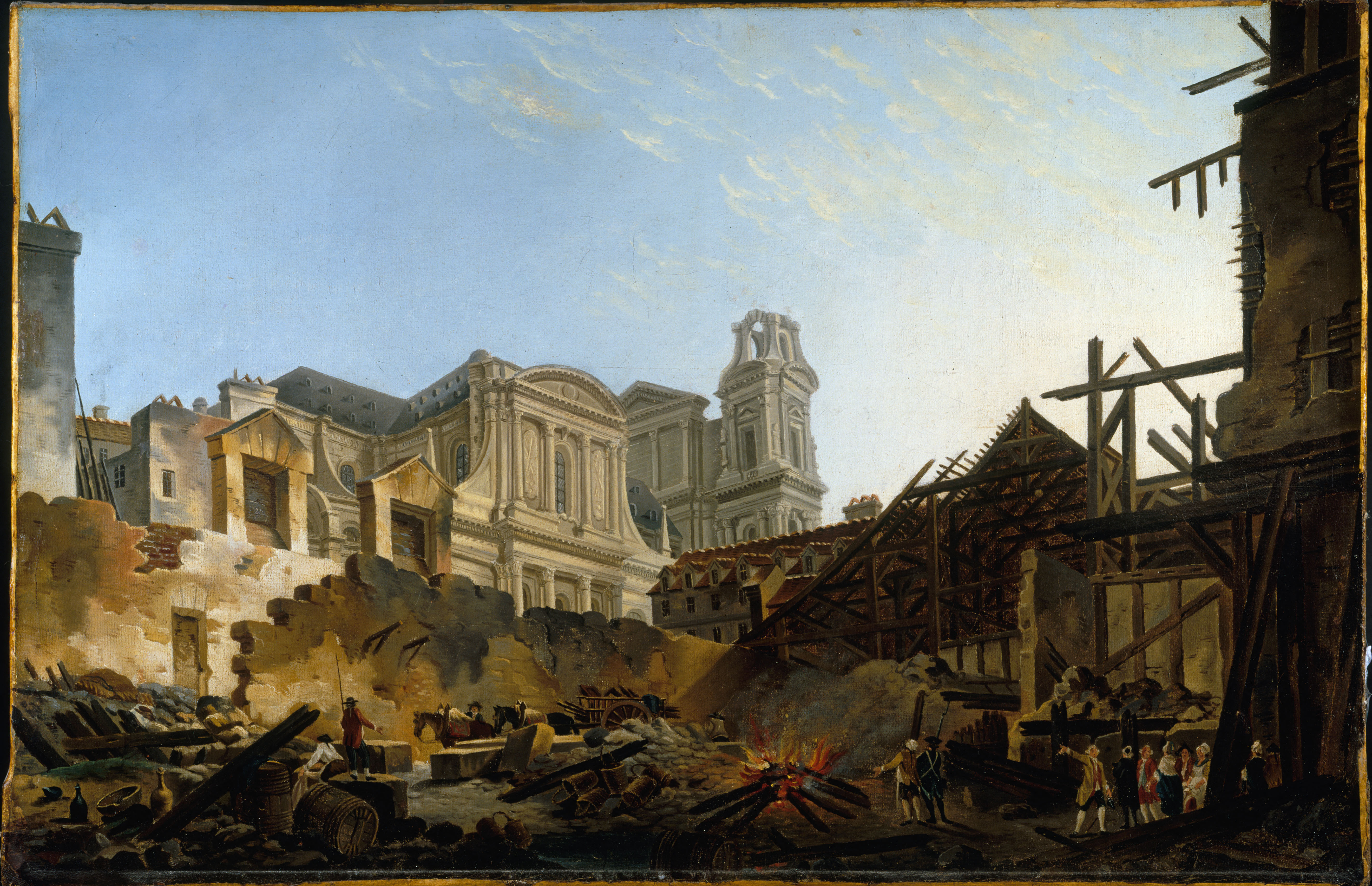
Gouache de Pierre-Antoine Demachy montrant les ruines de la Foire le lendemain de son incendie.

### De la Foire au marché (1763-1811)
Un incendie frappa la foire Saint-Germain dans la nuit du 16 au 17 mars 1762. La foire fut partiellement détruite par les flammes mais fut reconstruire, sous la forme de pavillons isolés et non plus de deux grandes halles, pour rouvrir en février 1763.

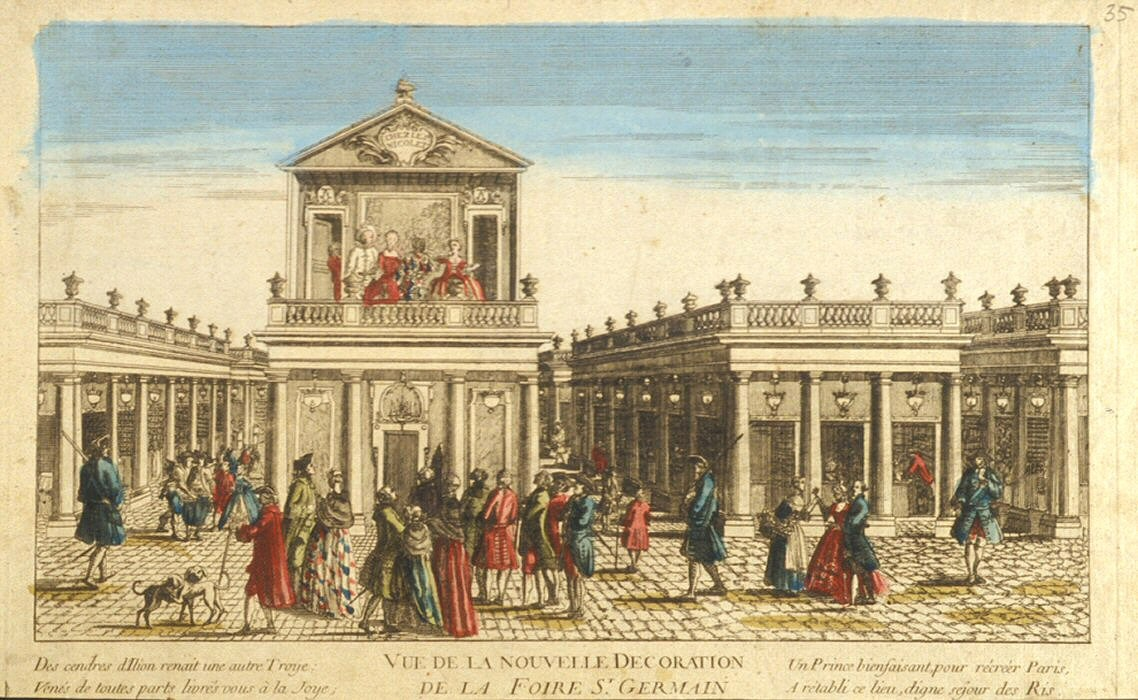
Vue d'optique montrant la nouvelle décoration et la nouvelle architecture de la Foire Saint-Germain lors de sa réouverture en 1763.

En 1811, sous l'impulsion de Napoléon Ier, la foire fut détruite et remplacée par le Marché Saint-Germain.

## Spectacles forains
À partir du XVIIe siècle, la présence des marchands attire celle des entrepreneurs de spectacle qui commencent à donner des spectacles durant la durée de la foire. Leur organisation à la fin du XVIIe siècle et au début du XVIIIe siècle mène à la construction d'entreprises théâtrales de grande envergure, comme l'Opéra-Comique.

## Vestiges
Aujourd'hui, le seul (?) vestige de cette foire se situe dans la rue Mabillon du côté des numéros pairs, au niveau des no 6, 8 et 10, sous la forme d'un renfoncement de l'alignement, avec un niveau de sol en contrebas d'environ trois mètres par rapport à celui de la chaussée de la rue. Ces maisons matérialisent la bordure de l'ancien préau de la foire.